# Upplands runinskrifter 116
Upplands runinskrifter 116 är en vikingatida runristning på ett jordfast stenblock i Älvsunda, Eds socken och Upplands Väsby kommun. Ristningen är 2,25 meter lång och 1,33 meter bred.

## Inskriften

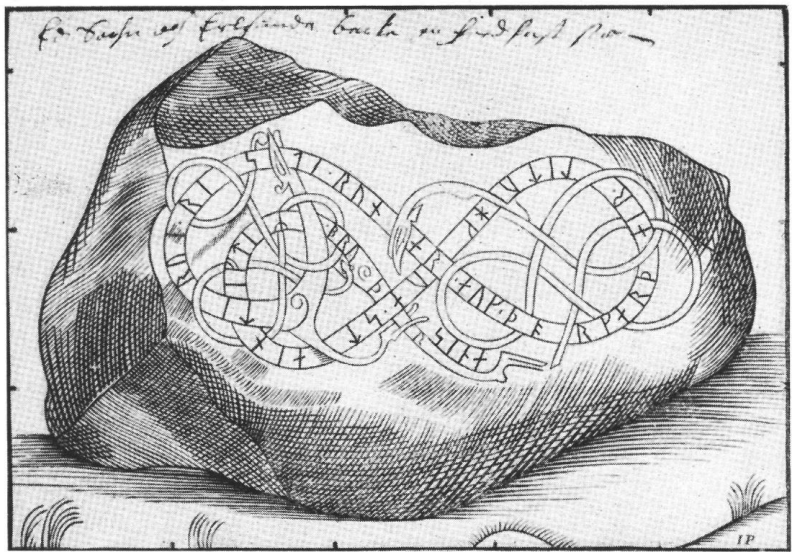
Avbildning av U 116 av Johan Peringskiöld.

Translitterering av runraden:
§P tirui · risti · runar · auk · þorkar · þair · litu hkua · stain eftiʀ bryþr · sina 
§Q tirui · risti · runar · auk · þorkar · þair · litu hkua · stain eftiʀ bryþr · sina
Normalisering till runsvenska:
§P Tyrvi/Tiarvi risti runaʀ, ok Þorgæiʀʀ, þæiʀ letu haggva stæin æftiʀ brøðr sina. 
§Q Tyrvi/Tiarvi risti. ʀunarr ok Þorgæiʀʀ, þæiʀ letu haggva stæin æftiʀ brøðr sina.
Översättning till nusvenska:
Tyrve ristade runorna, och han och Torger läto hugga stenen efter sina bröder.